# Fort Ashby (Virginia Occidental)
Fort Ashby es un lugar designado por el censo ubicado en el condado de Mineral en el estado estadounidense de Virginia Occidental. En el Censo de 2010 tenía una población de 1380 habitantes y una densidad poblacional de 149,21 personas por km².

## Geografía
Fort Ashby se encuentra ubicado en las coordenadas 39°29′29″N 78°45′31″O / 39.49139, -78.75861. Según la Oficina del Censo de los Estados Unidos, Fort Ashby tiene una superficie total de 9.25 km², de la cual 9.15 km² corresponden a tierra firme y (1.04%) 0.1 km² es agua.

## Demografía
Según el censo de 2010, había 1380 personas residiendo en Fort Ashby. La densidad de población era de 149,21 hab./km². De los 1380 habitantes, Fort Ashby estaba compuesto por el 99.06% blancos, el 0.07% eran afroamericanos, el 0.07% eran amerindios, el 0.36% eran asiáticos, el 0% eran isleños del Pacífico, el 0.22% eran de otras razas y el 0.22% pertenecían a dos o más razas. Del total de la población el 0.51% eran hispanos o latinos de cualquier raza.